# Arthur Geoffrey Wyatt
Arthur Geoffrey Wyatt, britanski general, * 1900, † 1960.